# Acido solforoso
L'acido solforoso (anche nome IUPAC) è un ossiacido dello zolfo tetravalente, la cui formula molecolare è H2SO3, o anche O=S(OH)2. Si forma dall'idratazione dell'anidride solforosa (SO2) secondo una reazione di equilibrio che però è nettamente spostato verso i reagenti:
{\displaystyle {\ce {SO2 (g) + H2O (l) <=> H2SO3(aq)}}}          K < 10–9
e in questa riluttanza all'idratazione SO2 somiglia all'anidride carbonica a dare, in acqua, l'acido carbonico. Inoltre, come nel caso del carbonico, l'acido solforoso non può essere ottenuto concentrando la sua soluzione acquosa. È stato però rivelato in fase gassosa, con particolari tecniche spettrometriche di massa, dove si riscontra che è stabile. Nell'aria è una specie intermedia nella generazione di piogge acide causata dalle emissioni di SO2.

## Proprietà
Nella molecola dell'acido solforoso, dei solfiti e bisolfiti l'atomo di zolfo è allo stato di ossidazione +4, inferiore di due unità al +6 dell'acido solforico e derivati, che sono alquanto stabili e comuni.
A temperatura ambiente la sua soluzione acquosa è incolore, con un odore pungente caratteristico ed è piuttosto corrosivo per i metalli.

### Comportamento acido-base e sali
L'acido solforoso è un acido debole biprotico: a 18 °C pKa1 = 1,81 e pKa2 = 6,99. Può quindi formare due serie di sali, gli idrogenosolfiti (bisolfiti, nella vecchia nomenclatura), con l'anione HSO3–, e i solfiti, con il dianione SO32–. Quest'ultimo, non avendo idrogeni, in soluzione acquosa può solo protonarsi, producendo ione OH– e ione bisolfito; di conseguenza e visto anche il valore della seconda costante di dissociazione, i solfiti alcalini come Na2SO3 in acqua sono abbastanza idrolizzati, dando soluzioni alquanto basiche. Lo ione bisolfito è un anfolita e pertanto può sia protonarsi (a dare ione OH– e acido solforoso) che deprotonarsi (a dare H3O+ e ione solfito): di fatto, le soluzioni di bisolfiti alcalini risultano lievemente acide.

### Tautomeria
La spettroscopia di risonanza magnetica nucleare dell'ossigeno-17 (17O-RMN) di soluzioni acquose di acido solfidrico ha mostrato che il protone dello ione bisolfito, che di norma viene rappresentato come legato all'ossigeno,  è in parte presente anche sullo zolfo e che quindi si instaura per esso un equilibrio prototropico tra due tautomeri dello ione stesso:
[H−OSO2]−   ⇌   [H−SO3]−

### Esteri (solfiti alchilici/arilici)
Dell'acido solforoso esistono, oltre ai sali, i suoi esteri, i solfiti alchilici o arilici, aventi formula generale R2SO3 [cioè, O=S(OR)2], con R che indica un alchile o un arile e i due gruppi possono anche essere diversi tra loro.

### Proprietà riducenti e usi
Per la presenza di un doppietto libero sull'atomo di zolfo S(IV) e per il fatto che lo zolfo esavalente S(VI) è è piuttosto stabile, le soluzioni dell'acido e dei suoi sali si comportano da buoni agenti riducenti e in tali reazioni vengono facilmente ossidati ad acido solforico (H2SO4) o solfati (SO42–). I solfiti e i bisolfiti eliminano facilmente residui di ioni ipoclorito derivanti dalla disinfezione delle acque per uso potabile (clorazione), riducendoli a cloruri (Cl–); sono impiegati come conservanti alimentari e a volte anche come disinfettanti. L'acido solforoso è un composto nocivo e corrosivo.
Nell'Ottocento alcuni scienziati (Louis Pasteur e Antonio Carpenè) hanno studiato gli effetti dei composti solforosi sui fermenti di liquidi alcoolici come vino e birra per migliorarne la conservazione.